# Teoria arbitrażu cenowego
Teoria arbitrażu cenowego (ang. arbitrage pricing theory, APT) – teoria wyceny aktywów kapitałowych wprowadzona do teorii ekonomii w 1976 roku przez Stephena Rossa. Teoria arbitrażu cenowego jest uznawana za rozszerzenie modelu wieloindeksowego. Teoria opisuje zachowanie się oczekiwanych stóp zwrotu z papierów wartościowych generowanych w oparciu o model jedno- lub wieloindeksowy, przy spełnieniu się założeń leżących u jej podstaw. Teoria arbitrażu cenowego przyczynia się m.in. do wyjaśnienia mechanizmu dochodzenia do równowagi na rynkach kapitałowych. Zamiennie używana jest nazwa model wyceny arbitrażowej (ang. arbitrage pricing model, APM).

## Założenia
Model APT opiera się na następujących założeniach:
- Takie same dwa dobra nie mogą być sprzedawane w jednym momencie w dwóch różnych cenach (prawo jednej ceny). Na rynkach finansowych oznacza to, że dany instrument finansowy w określonym momencie ma tę samą cenę na każdym rynku, na którym jest notowany, oraz że dwa instrumenty o jednakowym poziomie ryzyka powinny charakteryzować się identycznymi oczekiwanymi stopami zwrotu. Gdyby było inaczej, wówczas dochodziłoby do arbitrażu cenowego.
- Ceny papierów wartościowych generowane są przez mechanizm podobny do mechanizmu modelu jednowskaźnikowego lub wielowskaźnikowego. Korelacja pomiędzy stopami zwrotu z poszczególnych papierów wartościowych spowodowana jest z kolei tym, że wszystkie papiery reagują, w mniejszym lub większym stopniu, na oddziaływanie jednego lub większej liczby tych samych czynników (teoria nie precyzuje jakie to są czynniki). Zakłada się, że zależność między stopą zwrotu analizowanego papieru wartościowego, a wspomnianymi czynnikami jest liniowa.

W związku z tym, wykorzystując formułę modelu wielowskaźnikowego, uznaje się, że stopa zwrotu uzyskana z {\displaystyle i}-tej akcji w okresie {\displaystyle t} ukształtowana jest na podstawie poniższej zależności:
{\displaystyle R_{it}=\alpha _{i}+\beta _{i1}I_{1t}+\beta _{i2}I_{2t}+\ldots +\beta _{iK}I_{Kt}+u_{it},}
gdzie:
- {\displaystyle R_{it}} – stopa zwrotu {\displaystyle i}-tej akcji w okresie {\displaystyle t;}
- {\displaystyle \alpha _{i}} – wyraz wolny równania oznaczający oczekiwany poziom zwrotu {\displaystyle i}-tej akcji w sytuacji, gdy wszystkie czynniki przyjmą wartość zero;
- {\displaystyle \beta _{ij}} – parametr opisujący stopień wrażliwości stopy zwrotu {\displaystyle i}-tej akcji na zmiany {\displaystyle j}-tego czynnika {\displaystyle (j=1,2,3,\dots ,K);}
- {\displaystyle I_{jt}} – {\displaystyle j}-ty czynnik w okresie {\displaystyle t} wpływający na stopę zwrotu {\displaystyle i}-tej akcji {\displaystyle (j=1,2,3,\dots ,K);}
- {\displaystyle u_{it}} – składnik losowy równania w okresie {\displaystyle t} o wartości oczekiwanej równej zeru i stałej wariancji.

Ponadto zakłada się, że składniki losowe poszczególnych akcji są ze sobą nieskorelowane, jak również są nieskorelowane z czynnikami ujętymi w danym równaniu.

## Wycena instrumentów finansowych w APT
Zgodnie z teorią arbitrażu cenowego, jeżeli spełnione są założenia opisane powyżej, to oczekiwaną stopę zwrotu z {\displaystyle i}-tej akcji {\displaystyle r_{i}} można oszacować na podstawie następującego wzoru:
{\displaystyle r_{i}\approx \lambda _{0}+\sum _{k=1}^{m}\lambda _{k}\times \beta _{ik},}
gdzie:
- {\displaystyle r_{i}} – oczekiwana stopa zwrotu z i-tej akcji wrażliwej na odpowiedni wspólny czynnik;
- {\displaystyle \lambda _{0},\dots ,\lambda _{k}} – pewne liczby;
- {\displaystyle \lambda _{1},\dots ,\lambda _{k}} – interpretowane jako premie za ryzyko związane z odpowiednim czynnikiem wspólnym;
- {\displaystyle \beta _{i1},\dots ,\beta _{ik}} – współczynnik wrażliwości względem odpowiedniego czynnika wspólnego.

Precyzja powyższego oszacowania zależy od liczby papierów wartościowych notowanych na danym rynku kapitałowym oraz od spełnienia dodatkowych założeń dotyczących wariancji procentowych przyrostów wartości czynników.

## Zarzuty wobec teorii arbitrażu cenowego
Najczęściej pojawiającym się zarzutem wobec teorii APT jest brak wyszczególnienia liczby i rodzaju czynników wpływających na wysokość stóp zwrotu z akcji.